# Berte Scheel von Plessen
Berte (også Birte) Scheel von Plessen, gift Raben (1707 på Fussingø (døbt 12. september) – 5. juli 1786 på Aalholm) var en dansk adelsdame.
Hun var datter af gehejmeråd Christian Ludvig von Plessen og Charlotte Amalie Skeel og blev 31. marts 1750 dame de l'union parfaite. 1. december 1722 ægtede hun gehejmeråd Christian Frederik Raben.
Danmarks Adels Aarbog oplyser, at hun ejede Fussingø. Hun ses dog ikke i ejerlisten[kilde mangler]. Hun omtales som "En klog, men noget vel myndig dame".
Hun er begravet i Nysted Kirke.